# Kanton La Guerche-sur-l'Aubois
La Guerche-sur-l'Aubois is een kanton van het Franse departement Cher. Het kanton maakt deel uit van het arrondissement Saint-Amand-Montrond.

## Gemeenten
Het kanton La Guerche-sur-l'Aubois omvat de volgende 9 gemeenten:
- Apremont-sur-Allier
- La Chapelle-Hugon
- Le Chautay
- Cours-les-Barres
- Cuffy
- Germigny-l'Exempt
- La Guerche-sur-l'Aubois (hoofdplaats)
- Jouet-sur-l'Aubois
- Torteron

Bij de herindeling van de kantons door het decreet van 21 februari 2014 met uitwerking op 22 maart 2015 werden volgende 13 gemeenten daaraan toegevoegd:
- Blet
- Charly
- Cornusse
- Croisy
- Flavigny
- Ignol
- Lugny-Bourbonnais
- Menetou-Couture
- Mornay-Berry
- Nérondes
- Ourouer-les-Bourdelins
- Saint-Hilaire-de-Gondilly
- Tendron